# What We Found
What We Found è un film del 2020 diretto da Ben Hickernell ed interpretato da Elizabeth Mitchell, James Ransone, Brandon Larracuente, Oona Laurence, Jordan Hall e Yetide Badaki.

## Trama
Gli amici Marcus e Holly iniziano il loro primo anno di liceo nella Contea di Baltimora, nel Maryland. Quando Cassie, una studentessa ben voluta della scuola, scompare misteriosamente, i due amici decidono di indagare.

## Distribuzione
Il film è stato distribuito in DVD e VOD il 4 agosto 2020.

## Accoglienza

### Incassi
Il film ha incassato in tutto il mondo 6.976 dollari.

### Critica
Barbara Shulgasser-Parker di Common Sense Media ha assegnato al film tre stelle su 5.